# Ary Papel
Manuel David Afonso (3 de marzo de 1994), más conocido como Ary Papel, es un futbolista angoleño que juega en la posición de centrocampista en el Al-Akhdar S. C. de la Liga Premier de Libia.
También es internacional con la selección de Angola desde el año 2012.

## Trayectoria
Ary Papel fue formado en el club Primeiro de Agosto de la ciudad de Luanda y desde el año 2012 pasó a ser jugador profesional del club luego de firmar su primer contrato. En diciembre de 2016 el Sporting Club portugués anunció la contratación de Ary Papel y de su compañero de equipo, el delantero Jacinto Muondo Dala, luego de llegar a un acuerdo con el Primeiro de Agosto. El contrato que une a Ary Papel con el club de Lisboa entró en vigor el 1 de enero de 2017 y durará hasta el 30 de junio de 2019 con una cláusula de rescisión de 60 millones de euros. Sporting Club se aseguró una opción de renovación hasta el año 2022 que debe ser ejercida antes del 10 de mayo de 2019.
Como parte de su adaptación al fútbol portugués fue mandado a jugar en el Sporting Clube de Portugal B, equipo filial que en ese momento disputaba la segunda división del fútbol portugués denominada LigaPro. Llegó a jugar tres partidos correspondientes a las jornadas 22, 23 y 24 de la LigaPro 2016-17.
A finales del mes de enero de 2017 fue cedido a préstamo al club Moreirense hasta el final de la temporada 2016-2017.

## Selección nacional
Ary Papel fue convocado por primera vez a la selección mayor de Angola para los partidos que debía jugar contra Senegal y Uganda en el grupo J de la segunda ronda de la clasificación de CAF para la Copa Mundial de Fútbol de 2014, en el primer partido de esa doble jornada se mantuvo como suplente, sin embargo, en el partido ante Uganda hizo su debut internacional ingresando en el minuto 88 como sustituto del delantero Job, luego participó del último partido del grupo enfrentando a Liberia. También tuvo participación en los dos partidos que Angola jugó contra Sudáfrica en la segunda ronda de la clasificación de CAF para la Copa Mundial de Fútbol de 2018 en la que su selección quedó eliminada.
En enero de 2016 formó parte del plantel de 23 jugadores con los que Angola afronta el Campeonato Africano de Naciones de 2016 que se desarrolló en Ruanda. En este torneo Ary Papel marcó dos goles, sin embargo, su selección no pudo pasar de la primera fase.

### Goles internacionales
| # | Fecha                 | Sede          | Rival       | Marcador | Resultado | Competencia                                                   | Goles |
| - | --------------------- | ------------- | ----------- | -------- | --------- | ------------------------------------------------------------- | ----- |
| 1 | 15 de octubre de 2014 | Luanda        | Lesoto      | 4 – 0    | Victoria  | Clasificación para la Copa Africana de Naciones de 2015       |       |
| 2 | 21 de junio de 2015   | Lobamba       | Suazilandia | 2 – 2    | Empate    | Clasificación para el Campeonato Africano de Naciones de 2016 |       |
| 3 | 17 de octubre de 2015 | Johannesburgo | Sudáfrica   | 0 – 2    | Victoria  | Clasificación para el Campeonato Africano de Naciones de 2016 |       |
| 5 | 25 de enero de 2016   | Kigali        | Etiopía     | 1 – 2    | Victoria  | Campeonato Africano de Naciones de 2016                       |       |

### Participaciones en torneos internacionales
| Torneo                                  | Sede   | Resultado    |
| --------------------------------------- | ------ | ------------ |
| Campeonato Africano de Naciones de 2016 | Ruanda | Primera fase |